# جيري جيل
جيري جيل (بالإنجليزية: Jerry Gill)‏ (8 سبتمبر 1970 في المملكة المتحدة - ) هو مدرب كرة قدم ولاعب كرة قدم بريطاني في مركز الدفاع. شارك مع منتخب إنجلترا لكرة القدم C ‏. أما مع النوادي، فقد لعب مع برمنغهام سيتي وفوريست غرين ونادي ليتون أورينت ونادي نورثامبتون تاون ويوفل تاون وWeston-super-Mare A.F.C. ‏ ونادي باث سيتي وAshton & Backwell United F.C. ‏ ونادي تشيلتنهام تاون لكرة القدم وRedditch United F.C. ‏ وTrowbridge Town F.C. ‏.

## وصلات خارجية
- جيري جيل على موقع قاعدة بيانات كرة القدم.إي يو (الإنجليزية)
- جيري جيل على موقع Soccerbase.com (لاعب) (الإنجليزية)